# 奧西歐拉縣體育場
奧西歐拉縣體育場是一座位於佛羅里達州奧西歐拉縣的室外體育設施，是奧西歐拉遺產公園中奧蘭多城足球俱樂部訓練場的一部分。
最初是一座棒球公園，它於2019年被奧蘭多城足球俱樂部改建為足球專用體育場，成為MLS Next Pro奧蘭多城B隊2020年賽季起的主場。

## 外部連結
- . www.ohpark.com. Osceola Heritage Park.   [27 December 2019]. （原始内容存档于2022-03-15） （英语）.